# Ectemnonotum elongatum
Ectemnonotum elongatum är en insektsart som beskrevs av Victor Lallemand 1928. Ectemnonotum elongatum ingår i släktet Ectemnonotum och familjen spottstritar. Inga underarter finns listade i Catalogue of Life.